# 閑走塔摩利
閑走塔摩利（日语：ブラタモリ）是日本NHK綜合台自2008年開始播出的一檔紀行、綜藝節目，主持人是塔摩利。歷任助理主持人分別為久保田祐佳、首藤奈知子、桑子真帆、近江友里恵、林田理沙、浅野里香及野口葵衣（均為NHK主播）。歷任旁白為池田昌子、戶田惠子、加賀美幸子及草彅剛。因塔摩利工作極為繁忙，該節目最初的三季取材範圍只限東京郊區，播出時間也是深夜節目。自2015年4月11日開始，該節目升格為定期節目，並將取材範圍擴大至日本各地，於每週六19:30至20:15播出。2015年以來，該節目的收視率大多穩定在10%以上，是NHK收視率最高的綜藝節目之一。該節目亦有發行書籍。

## 外部連結
- ブラタモリ【第4シリーズ】（NHK総合テレビ） （页面存档备份，存于）
- ブラタモリ - NHK放送史（日本放送协会）（日語）

- ブラタモリ（メイキングインタビュー（テレビコ））